# Isaurus duchassaingi
Isaurus duchassaingi är en korallart som först beskrevs av Duchassaing och Giovanni Michelotti 1860.  Isaurus duchassaingi ingår i släktet Isaurus och familjen Zoanthidae. Inga underarter finns listade i Catalogue of Life.